# Wang Feng (calciatore)
Wang Feng (王峰S, Wáng FēngP; Beihai, 16 novembre 1956) è un ex calciatore cinese, di ruolo attaccante.

## Carriera

### Nazionale
Ha rappresentato la nazionale cinese alla Coppa d'Asia nel 1980.